# Resonance 2
Pour les articles homonymes, voir Résonance (homonymie).
Albums de Anathema
A Fine Day to Exit
(2001) A Natural Disaster
(2003)
Resonance 2 est la deuxième compilation du groupe anglais de metal alternatif Anathema, publié le 30 avril 2002, par Peaceville Records.

## Liste des chansons
Toute la musique est composée par Anathema.
| No  | Titre                     | Durée |
| --- | ------------------------- | ----- |
| 1.  | Lovelorn Rhapsody         | 5:49  |
| 2.  | Sweet Tears               | 4:12  |
| 3.  | Sleepless 96              | 4:31  |
| 4.  | Eternal Rise of the Sun   | 6:34  |
| 5.  | Sunset of Age             | 6:55  |
| 6.  | Nocturnal Emission        | 4:18  |
| 7.  | A Dying Wish              | 8:12  |
| 8.  | Hope                      | 5:54  |
| 9.  | Cries On The Wind         | 5:03  |
| 10. | Fragile Dreams            | 5:32  |
| 11. | Empty                     | 3:00  |
| 12. | Nailed to the Cross / 666 | 4:10  |